# Orehova vas
Orehova vas este o localitate din comuna Hoče - Slivnica, Slovenia, cu o populație de 381 de locuitori.